# Lydia Cappolicchio
Paola Lydia Cappolicchio (n. Borås, Suecia, 7 de enero de 1964) es una periodista sueca de ascendencia italiana y eslovena.
Cuando era joven se trasladó con sus padres a la provincia de Escania y allí además de estudiar, dio sus primeros pasos en el mundo de los medios de comunicación como reportera y locutora de radio a nivel local.
En 1986 fue descubierta por el productor televisivo John Segerstedt y eso le llevó a poder trabajar en la cadena pública Sveriges Television (SVT). Se dio a conocer a nivel nacional en el programa "Rock från Kulturbolaget".
Luego estuvo en el programa matinal "Gomorron Sverige" de la SVT 2 y también en el programa de debate "Nyhetsmorgon" de TV4.
Después fue corresponsal de la TV3 por toda Suecia, Noruega y Dinamarca, además de trabajar en el programa "Svart eller vitt".
Cabe destacar que junto al periodista Harald Treutiger, presentó la XXXVII edición del Festival de la Canción de Eurovisión 1992 que tuvo lugar en la ciudad de Malmö.
También desde la década del 2000 hace presentaciones en numerosas ferias y convenciones. Y ha sido presentadora en alguna ocasión de la selección nacional Melodifestivalen.

## Vida privada
De nombre completo es Paola Lydia Cappolicchio.
Está casada y es madre dos hijos que son gemelos.